# NGC 7430
NGC 7430 ist eine Galaxie vom Hubble-Typ S im Sternbild Pegasus am Nordsternhimmel. Sie ist schätzungsweise 306 Millionen Lichtjahre von der Milchstraße entfernt und hat einen Durchmesser von etwa 35.000 Lichtjahren.
Im selben Himmelsareal befinden sich u. a. die Galaxien NGC 7427 und NGC 7451.
Das Objekt wurde am 27. August 1864 von Heinrich Louis d’Arrest entdeckt.